# Radical 69
Le radical 69, qui signifie la hache, est un des 35 des 214 radicaux chinois répertoriés dans le dictionnaire de Kangxi composés de quatre traits.
Le caractère Unicode de 斤 est 65A4.

## Caractères avec le radical 69
| nombre de traits          | caractères  |
| ------------------------- | ----------- |
| Sans trait supplémentaire | 斤          |
| 1 traits supplémentaires  | 斥          |
| 4 traits supplémentaires  | 斦 斧 斨 斩 |
| 5 traits supplémentaires  | 斪 斫       |
| 7 traits supplémentaires  | 斬 断       |
| 8 traits supplémentaires  | 斮 斯       |
| 9 traits supplémentaires  | 新 斱       |
| 10 traits supplémentaires | 斲          |
| 11 traits supplémentaires | 斳          |
| 12 traits supplémentaires | 斴          |
| 13 traits supplémentaires | 斵 斶       |
| 14 traits supplémentaires | 斷          |
| 21 traits supplémentaires | 斸          |